# Éclipse solaire du 26 février 2017
Une éclipse solaire annulaire a eu lieu le 26 février 2017. C'est la treizième éclipse annulaire du XXIe siècle.

## Parcours
| Trajectoire de l'éclipse sur la Terre. |  | Carte globale de l'éclipse. |

Commençant dans le Pacifique Sud, cette éclipse traverse la Patagonie, parcourt ensuite tout l'océan Atlantique Sud, pour toucher l'Afrique par l'Angola et finir en République démocratique du Congo.